# Donauschwäbische Arbeitsgemeinschaft
Die Donauschwäbische Arbeitsgemeinschaft (DAG) ist der Verband der österreichischen Landsmannschaften der Donauschwaben.  

## Geschichte
Die Donauschwäbische Arbeitsgemeinschaft (DAG) wurde 1949 gegründet. Die Arbeitsgemeinschaft ist Mitglied des Verbandes der Volksdeutschen Landsmannschaften Österreichs (VLÖ). Vorsitzender der DAG und Bundesvorsitzender der VLÖ ist Rudolf Reimann. Sitz der DAG ist das vom VLÖ betriebene „Haus der Heimat“ in Wien.
Ihre Aufgaben sieht die DAG in der Vertretung der in Österreich lebenden Donauschwaben gegenüber allen staatlichen und internationalen Behörden, der Pflege und der Erhaltung des Volks- und Brauchtums aus den angestammten Heimatländern der Donauschwaben sowie der ideellen und materiellen Förderung und Unterstützung der eigenen Jugendverbände, wobei die Tätigkeit nicht auf Gewinn ausgerichtet ist.